# 2248 Kanda
2248 Kanda је астероид главног астероидног појаса. Приближан пречник астероида је 25,08 ,
а средња удаљеност астероида од Сунца износи 3,096 астрономских јединица (АЈ).
Инклинација (нагиб) орбите у односу на раван еклиптике је 1,638 степени, а орбитални период износи 1989,807 дана (5,447 година). Ексцентрицитет орбите астероида износи 0,120.
Апсолутна магнитуда астероида износи 11,20 а геометријски албедо 0,093.
Астероид је откривен 27. фебруара 1933. године.